# Pàvel Nakhímov
Pàvel Stepànovitx Nakhímov (en rus Павел Степанович Нахимов) (Gorodok, 5 de juliol de 1802 – Sebastòpol, 12 de juliol de 1855) va ser un almirall rus, un de la més reconeguts de la història de l'Armada de Rússia. Era comandant de les forces navals i terrestres en el Setge de Sebastòpol durant la Guerra de Crimea.
En 1818, Nakhímov es va graduar de l'Acadèmia Naval de la Noblesa i va començar la seva carrera militar a la Flota del Bàltic de l'Armada Imperial Russa.
Sota el comandament del capítà M.P. Lazarev, es va distingir de manera més destacada a la batalla de Navarino (20 d'octubre de 1827), durant la qual la flota aliada britànica-francesa-rusa va destruir "totalment" l'esquadra otomana. Per la seva excel·lent actuació d'artilleria durant la batalla, Nakhimov, de 27 anys, va ser ascendit a la capitania d'un vaixell trofeu i va ser condecorat pels governs aliats.
Durant la Guerra de Crimea, Nakhímov es va distingir per aniquilar la flota otomana en la batalla de Sinope, el 30 de novembre de 1853.
El 10 de juliol de 1855, mentre inspeccionava les posicions de defensa avançada després de la batalla de Malakoff, va ser ferit de bala per un franctirador i va morir dos dies després, el 12 de juliol de 1855.